# رون ترينت
رون ترينت (بالإنجليزية: Ron Trent)‏ هو منتج أسطوانات ودي جيه أمريكي، ولد في 23 مايو 1973 في شيكاغو في الولايات المتحدة.

## وصلات خارجية
- الموقع الرسمي
- رون ترينت على موقع IMDb (الإنجليزية)
- رون ترينت على موقع ميوزك برينز (الإنجليزية)
- رون ترينت على موقع أول ميوزيك (الإنجليزية)
- رون ترينت على موقع ديسكوغز (الإنجليزية)